# بالاترین نسبت پاسخ
سپس بالاترین نسبت پاسخ (به انگلیسی: Highest response ratio next) یک الگوریتم زمان‌بندی است که توسط برینچ هانسن اختراع شده است. این الگوریتم از نوع انحصاری است و به الگوریتم نخست کوتاه‌ترین کار شباهت دارد و برطرف کننده مشکل گرسنگی فرآیند ها است. در این الگوریتم، اولویت هر فرایند، هم به مدت زمان اجرای آن و هم به مدت زمانی که در صف آماده منتظر دریافت پردازنده بوده، بستگی دارد. هر چه یک فرایند بیشتر در صف آماده منتظر دریافت پردازنده بماند، اولویتش بالاتر خواهد رفت. به این ترتیب این الگوریتم پدیده گرسنگی را برطرف می‌کند و کارهای طولانی مدت هم بالاخره اجرا خواهد شد. در این الگوریتم، اولویت هر فرایند به صورت زیر تعیین می‌شود:
{\displaystyle Priority={\frac {waiting\ time+estimated\ run\ time}{estimated\ run\ time}}=1+{\frac {waiting\ time}{estimated\ run\ time}}}